# Paulina Hobratschk
Paulina Hobratschk (* 13. Juli 1998) ist eine deutsche Schauspielerin.

## Leben
Hobratschk machte im Jahr 2017 ihr Abitur. Danach absolvierte sie ihre Schauspielausbildung an der Bayerischen Theaterakademie August Everding. Sie spielte unter anderem 2015 in dem Fernsehfilm Es ist doch nur Liebe und 2017 in dem Kinofilm Whatever Happens mit. Außerdem spielte sie in den Fernsehserien WaPo Bodensee und Der Alte kleinere Rollen.
Hobratschk wurde durch ihre Rolle als Valentina Saalfeld in der ARD-Telenovela Sturm der Liebe bekannt, welche sie von Januar 2018 bis Dezember 2019 spielte. Im Jahr 2020 absolvierte sie noch drei Gastauftritte in der Serie.
Sie lebt in München.

## Filmografie
- 2015: Es ist doch nur Liebe
- 2016: Liebe bis in den Mord
- 2017: Der Alte (Fernsehserie, Folge: Geteiltes Leid)
- 2017: WaPo Bodensee (Fernsehserie, 4 Folgen)
- 2017: Whatever Happens
- 2017: Aktenzeichen XY – Preisfilm (Fernsehreihe)
- 2017: Golden Hearts (Kurzfilm)
- 2018–2019, 2020: Sturm der Liebe (Fernsehserie, 445 Folgen)
- 2020: The Ticket (Kurzfilm)
- 2021: In deinem Kopf
- 2021: Piss Bizz (Kurzfilm)
- 2022: Herzogpark (Fernsehserie)
- 2022: 72 Stunden
- 2023: XY gelöst – Dunkles Geheimnis (Fernsehreihe)
- 2023: Die Augenzeugen (Fernsehserie)
- 2024: In aller Freundschaft (Fernsehserie, Folge: Mütter & Töchter)
- 2024: Marie fängt Feuer (Fernsehreihe, Folge: Neuanfänge)